# 灘 (小惑星)
灘（なだ、4106 Nada）は、太陽系の小惑星のひとつ。火星と木星の間を大きな楕円軌道を描き公転している。兵庫県大河内町（現神河町）の南小田で発見された。

## 命名
発見者の一人、野村敏郎が灘中学校・高等学校の教諭であることからこの名が付けられた。